# 1980년 하계 올림픽 보이콧

1980년 하계 올림픽에 보이콧한 국가들

1980년 하계 올림픽 보이콧(영어: 1980 Summer Olympics boycott)은 미국이 소련의 소련–아프가니스탄 전쟁에 항의하기 위해서 시작한 올림픽 보이콧 운동이다.

## 배경
서방권 국가들은 1979년 북대서양 조약 기구 회의에서 소련–아프가니스탄 전쟁에 대응하기 위해서 1980년 하계 올림픽을 보이콧하는 방안을 고려했다. 보이콧에 대한 목소리는 1975년부터 1976년 사이에 인권 단체들 사이에서 소련의 인권 침해에 대한 제재로 올림픽 보이콧을 제안했다. 당시에는 별 관심을 보이지 않았으나, 보이콧 논의는 1980년 초반에 소련의 반정부 인사인 안드레이 사하로프가 말을 꺼내며 점점 알려지기 시작했다. 미국의 지미 카터 대통령은 철수 혹은 보이콧을 두고 기한을 정해두었고 캐나다의 조 클라크 총리는 소련군이 아프가니스탄에서 철수하지 않으면 올림픽을 보이콧하겠다고 발표했다. 이후 중앙아시아 정세에 변화가 없자, 지미 카터는 동맹국들을 끌어들이기 시작했다. 소련은 이 보이콧에 맞설 준비를 하게 되었다.
1980년 4월 24일, 미국 올림픽 위원회 위원장은 국제 올림픽 위원회(IOC)에 "한 달간 변화가 있다면 기꺼이 팀을 모스크바로 보낼 것."이라고 말했다.
올림픽 보이콧을 막기 위해서 당시 IOC 위원장 마이클 모리스는 지미 카터와 레오니트 브레즈네프와 만나서 논의하기로 하였다. 마이클 위원장은 올림픽을 계속해야 한다고 주장했고, 카터 대통령은 소련군의 아프가니스탄 철수가 선행되어야 한다며 기존의 입장을 고수했다. 그리고 이에 따른 미국의 보이콧 압박은 계속되었다.
IOC는 미국의 보이콧 압박을 "정치적인 목적을 위한 수단"이라고 말했고, 또한 "이 행동의 희생자는 운동선수일 것."이라고 비판했다.

### 보이콧 동참
권투 선수인 무하마드 알리는 탄자니아, 나이지리아, 세네갈, 케냐를 방문하여 보이콧에 동참하도록 설득했으나, 케냐만이 보이콧 동참을 이끌어내는 것에 그쳤다.
일본, 서독, 중화인민공화국, 필리핀, 칠레, 아르헨티나, 캐나다도 보이콧에 동참하였다. 영국, 프랑스, 오스트레일리아 정부도 보이콧에 긍정적이였으나 최종적인 판단을 각국의 국가 올림픽 위원회(NOC)에 맡겼다. 이에 영국은 기존보다 적은 인원을 파견하고 승마, 하키, 요트 종목에는 완전히 불참하였고, 프랑스는 기존보다 적은 인원을 파견했다.

### 중립 선수단
마이클 모리스 IOC 위원장은 NOC 자격을 가진 선수들이 국기, 국가 없이 중립 선수로 출전할 수 있도록 허용하였다. 보이콧을 지지한 국가 소속의 선수들은 중립 선수 자격을 통해서 1980년 하계 올림픽을 참가할 수 있었다.

## 참여국

### 올림픽 불참
| - 알바니아 - 앤티가 바부다 - 아르헨티나 - 바하마 - 바레인 - 방글라데시 - 바베이도스 - 벨리즈 - 버뮤다 - 볼리비아 - 캐나다 - 케이맨 제도 - 중앙아프리카 공화국 - 차드 - 칠레 - 중국 - 이집트 - 엘살바도르 - 피지 - 가봉 - 감비아 - 가나 | - 아이티 - 온두라스 - 홍콩 - 인도네시아 - 이란 - 이스라엘 - 코트디부아르 - 일본 - 케냐 - 대한민국 - 라이베리아* - 리히텐슈타인 - 말라위 - 말레이시아 - 모리타니 - 모리셔스 - 모나코 - 모로코 - 네덜란드령 안틸레스 - 니제르 - 노르웨이 - 파키스탄 | - 파나마 - 파푸아뉴기니 - 파라과이 - 필리핀 - 카타르 - 사우디아라비아 - 싱가포르 - 소말리아 - 수단 - 수리남 - 스와질란드 - 중화 타이베이 - 태국 - 토고 - 튀니지 - 튀르키예 - 아랍에미리트 - 미국 - 우루과이 - 미국령 버진아일랜드 - 서독 - 자이르 |  |

라이베리아는 개막식까지는 정상 참가하였으나 그 직후 기권하여 보이콧에 동참하였다.

### 중립 선수단 자격

#### 올림픽기 사용, 개막식 입장 거부
| - 네덜란드 - 룩셈부르크 - 벨기에 | - 산마리노 - 스위스 | - 이탈리아 - 프랑스 |  |

#### 올림픽기 사용, 선수단 임원 1인이 개막식 입장
| - 아일랜드 | - 영국 |  |

#### 올림픽기 사용, 개막식 정상 입장
| - 덴마크 - 안도라 | - 오스트레일리아 - 푸에르토리코 |  |

#### 국가 올림픽 위원회(NOC)기 사용
- 스페인
- 포르투갈
- 뉴질랜드

## 같이 보기
- 올림픽 보이콧
- 1980년 하계 올림픽
- 1984년 하계 올림픽 보이콧